# Los Fresones Rebeldes
Los Fresones Rebeldes est un groupe espagnol de pop, originaire de Barcelone.

## Histoire
Miguel López Blanco (claviers et casiotone), avec une longue carrière dans le groupe des années 1980 Síndrome tóxico, cherche un batteur pour un nouveau projet, et croise le chemin du meilleur ami de son frère : Joaquín Felipe Spada (ancien guitariste de Los Canguros et Los Bretones). Ensemble, ils décident de former Pepito Sex. À cette époque, ils sont rejoints par une jeune femme d'une vingtaine d'années, Cristina Segura, et forment Thy Surfyn' Eyes, mais Miguel considère que Felipe et Cristina ne sont pas d'un niveau très élevé et les exclut du groupe pour continuer seul. 
Ils collaborent à la compilation Freaks Attacks (Subterfuge, 1997) et leur premier album, 'Es que no hay manera ! (Subterfuge, 1997), enregistré au cours de l'été de la même année, sort la même année. Avec cet album, ils deviennent connus dans toute l'Espagne en tant que révélation de la musique pop.
Leur premier single, Al Amanecer, accompagné d'un clip tourné dans le Parque de Atracciones à Madrid, leur vaut un énorme succès. Cette chanson transmet l'émotion de la première fois où l'on tombe amoureux et de toutes ces sensations qui ne se répètent pas dans la vie.
En 1999, leur deuxième album sort sous le titre Éxitos 99.
Vers la fin de l'année 2019, ils interprètent les premières nouvelles chansons de cette deuxième période, mais l'enregistrement d'un single est retardé indéfiniment et l'arrivée de la pandémie de Covid-19 met fin à tous les plans. Pendant la pandémie, ils ne donneront qu'un seul concert à Madrid, le 2 janvier 2021, qui est le dernier avec Cristina.

## Discographie

### Albums studio
- 1997 : ¡Es que no hay manera!
- 1999 : Éxitos 99
- 2003 : Gran Selección 1995-2001

### Singles
- 1997 : Al amanecer
- 1998 : Creo que me quiere

### EP
- 1998 : Tributo a Pepito Sex y Thy Surfyn' Eyes
- 1999 : Medio drogados
- 2022 : Amor y tonterías